# Nohn
Nohn in der Region Eifel ist eine Ortsgemeinde im Landkreis Vulkaneifel in Rheinland-Pfalz. Sie gehört der Verbandsgemeinde Gerolstein an.

## Geographische Lage
Nohn liegt an der Landesgrenze zwischen Rheinland-Pfalz und Nordrhein-Westfalen und am Grenzpunkt der Landkreise Ahrweiler, Euskirchen und Vulkaneifel. Seine Gemarkung kann man sowohl zur Vulkaneifel als auch zur Kalkeifel zählen. Das Dorf befindet sich an der Nordgrenze des Naturparks Vulkaneifel. Nächstgrößere Orte im Umkreis von 20 Kilometern um Nohn sind Adenau, Blankenheim, Daun, Gerolstein, Hillesheim und Kelberg und Jünkerath.
Zu Nohn gehören die Wohnplätze Dreymüllerhof und Nohnermühle.
An der westlichen Ortsgrenze fließt der Ahbach, an der östlichen der Nohner Bach, beide jeweils in nördliche Richtung.

## Geschichte
Die Bezeichnung Nohn soll auf das lateinische ad nonum lapidem zurückgehen – Am neunten Meilenstein. Dies könnte die Ortslage in einen Bezug zur rund 20 Kilometer östlich gelegenen Römerstraße Trier–Köln setzen, wobei die genaue Zuordnung nicht bekannt ist. Erste Erwähnung findet die Gemeinde als Standort einer Kapelle um das Jahr 970, wobei die diesbezügliche Urkunde einer Schenkung als gefälscht gilt. Eine gesicherte Erwähnung findet sich in einer Urkunde des Erzbischofs Herbert von Köln vom 3. Mai 1019, in welcher die Überlassung eines dem Orte Nohne nahen Hofes an die Abteikirche Deutz belegt wird.
Der Ort gehörte bis zum 30. September 1932 zum Kreis Adenau. Dieser wurde aufgrund der „Verordnung über die Neugliederung von Landkreisen vom 1. August 1932“ aufgelöst. Vom 1. Oktober 1932 bis 6. November 1970 zählte Nohn zum Kreis Ahrweiler und vom 7. November 1970 bis 31. Dezember 2006 zum Landkreis Daun, der am 1. Januar 2007 in „Landkreis Vulkaneifel“ umbenannt wurde.
Bevölkerungsentwicklung
Die Entwicklung der Einwohnerzahl von Nohn, die Werte von 1871 bis 1987 beruhen auf Volkszählungen:
| Jahr | Einwohner |
| ---- | --------- |
| 1815 | 369       |
| 1835 | 451       |
| 1871 | 532       |
| 1905 | 459       |
| 1939 | 425       |
| 1950 | 473       |
| 1961 | 418       |

| Jahr | Einwohner |
| ---- | --------- |
| 1970 | 434       |
| 1987 | 398       |
| 1997 | 440       |
| 2005 | 436       |
| 2011 | 433       |
| 2017 | 457       |
| 2023 | 461       |

## Politik

### Gemeinderat
Der Gemeinderat in Nohn besteht aus acht Ratsmitgliedern, die bei der Kommunalwahl am 9. Juni 2024 in einer Mehrheitswahl gewählt wurden, und dem ehrenamtlichen Ortsbürgermeister als Vorsitzendem.

### Bürgermeister
Bernhard Jüngling wurde Anfang 2013 Ortsbürgermeister von Nohn. Bei der Direktwahl am 26. Mai 2019 wurde er mit einem Stimmenanteil von 96,77 % und am 9. Juni 2024 als einziger Bewerber mit 93,3 % jeweils für weitere fünf Jahre in seinem Amt bestätigt.
Jünglings Vorgänger Alfons Maas hatte das Amt im November 2012 niedergelegt.

### Wappen
| Wappen von Nohn | Blasonierung: „Im von Gold über Blau geteilten Schild oben ein wachsender, schwarzer, rot bewehrter Doppelkopfadler, unten ein schrägrechts gewendetes, silbernes, goldgegrifftes Schwert.“ |
| Wappen von Nohn | Wappenbegründung: Der Doppeladler im Wappen weist auf eine Beziehung des Ortes zum Trierer Kloster St. Maximin hin. Der Abtei soll, nach einer gefälschten aber vermutlich sachlich richtigen Urkunde aus dem Jahre 970, die „Kapelle Noyn“ einmal gehört haben. Auch später lässt sich eine Beziehung zur Abtei, die als Zehntherr des Ortes im Jahre 1759 genannt ist, noch nachweisen. Im unteren Teil des Wappenschildes ist ein Schwert als Attribut des Nohner Kirchen- und Ortspatrons St. Martin abgebildet. |

## Kultur und Sehenswürdigkeiten

### Nohner
Die Nohner ist ein Motorrad, das Anfang der 1920er Jahre von den Gebrüdern Hoffmann in Nohn in einer Kleinserie gebaut wurde. Das heute in den Räumen der Firma Hoffmann-Reisen ausgestellte Exemplar ist das einzige noch existierende Fahrzeug. Es wird von einem englischen Villiers-Motor angetrieben. Die Nohner ist in den Jahren 2005 und 2006 bei der vierten und fünften Ernst-Neumann-Neander-Gedächtnisfahrt in Bad Münstereifel mitgefahren.

### Bauwerke

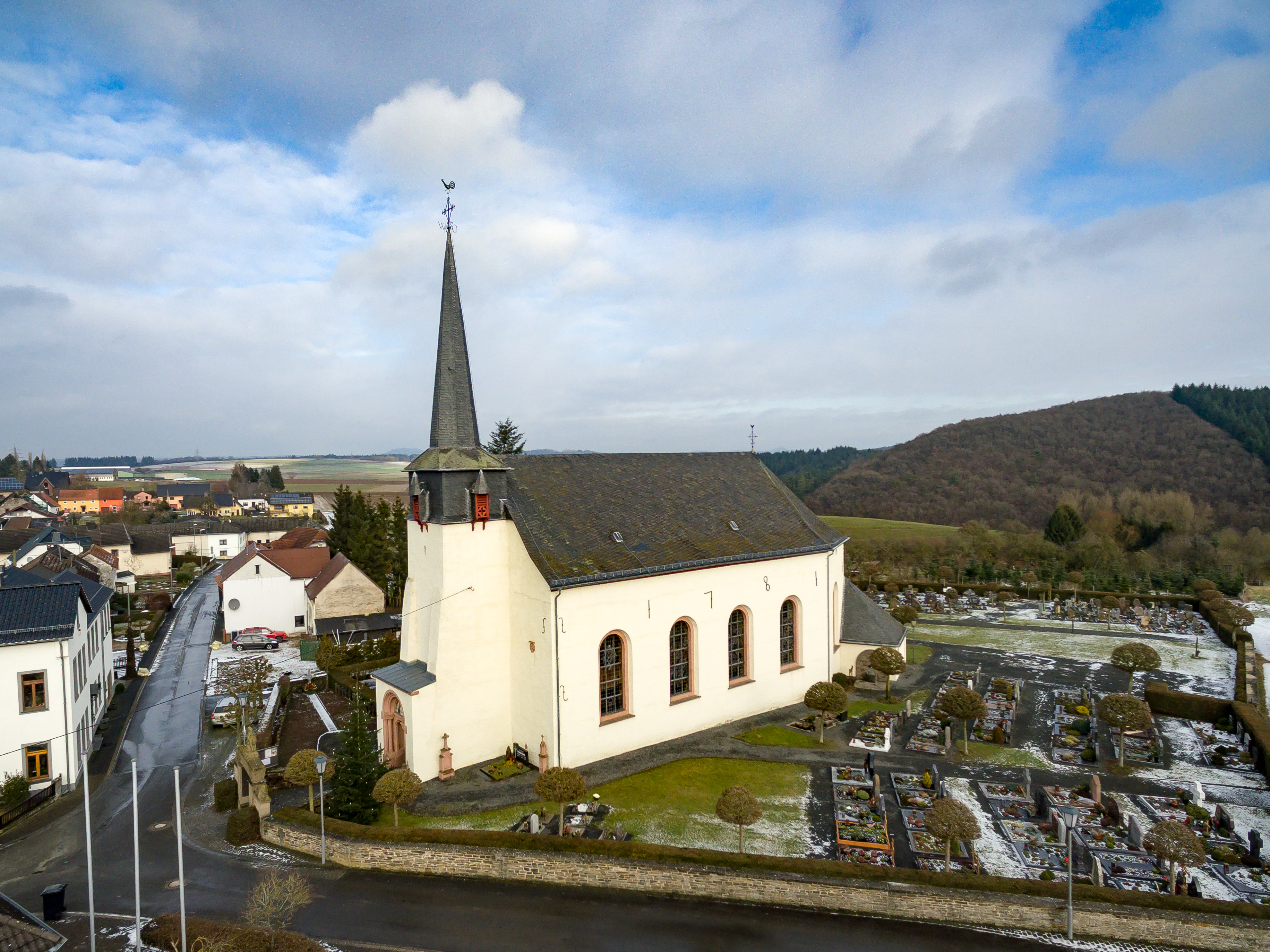
Pfarrkirche St. Martin

Die Pfarrkirche St. Martin wurde von Bruder Nick aus Solothurn als Saalbau im Jahre 1781 erbaut. Der Turm stammt aus dem 16. Jahrhundert. Sie ist dem heiligen Martin von Tours geweiht. Der neuromanische Bau besitzt einen Hochaltar aus der ersten Hälfte des 17. Jahrhunderts der sich,  obwohl mehrfach verändert, heute praktisch im Originalzustand befindet. Beichtstühle und Kanzel stammen aus dem 18. Jahrhundert. Die barocke Orgel wurde 1868 eingebaut.  Sie wurde in Trier aber schon um 1720 gebaut und dort zunächst in der Abtei St. Matthias eingesetzt.
Auf dem angrenzenden Friedhof befindet sich ein Kreuzigungsbildstock aus dem Jahre 1741. Das von Löwen flankierte Eingangstor der Kirche trägt ein Kriegerdenkmal der Toten des Ersten Weltkrieges.

### Tourismus
Die Gemeinde liegt im Nordosten der Urlaubsregion Hillesheim, im Naturpark Vulkaneifel, ist aber auch von den Ferienregionen Blankenheim an der Ahrquelle, Hocheifel-Nürburgring und Kelberg umgeben. Wegen seiner günstigen zentralen Lage ist Nohn ein idealer Ausgangspunkt für Exkursionen in die zuvor genannten Feriengebiete oder zu anderen Sehenswürdigkeiten in der Eifel.
Durch den Ort führt der Geo-Pfad der Verbandsgemeinde Hillesheim, ein örtlicher Rundwanderweg, sowie ein Wanderweg des Eifelvereins. Durch das naheliegende Ahbachtal führen der bekannte Eifelkrimi-Wanderweg, der Eifelsteig sowie die beiden Radwege Kalkeifel-Radweg und Mineralquellen-Route.

### Nähere Umgebung
Sehenswert ist das beim Üxheimer Ortsteil Ahütte liegende Naturdenkmal Wasserfall von Dreimühlen, der seinen Namen von der naheliegenden Ruine Dreimühlen hat, ein Basaltvorkommen am Nohner Bach, der Niedereher Kalkofen (an der Straße von Nohn nach Stroheich), die Kalksteinfelsen im Ahbach-Tal und die Ruine Neublankenheim bei Üxheim-Ahütte.
In der Umgebung befindliche Radwege sind der Ahrtal-Radweg, der Kalkeifel-Radweg, die Mineralquelle-Route und die um den Nürburgring führende Mountainbike-Strecke für Cross-Country-Fahrer.

## Wirtschaft und Infrastruktur

### Verkehr
Über die Landesstraßen 10 und 167 erreicht man nach wenigen Kilometern die B 258 (Aachen-Koblenz), über die Landesstraße 68 die B 421 (Belgische Grenze-Hunsrück) und über die Landesstraße 70 die B 410 (Luxemburgische Grenze-Mayen).
Nach Fertigstellung der A 1 zwischen den Anschlussstellen Blankenheim und Gerolstein soll der Ort über die Anschlussstelle Adenau zu erreichen sein.

### Gewerbe, Handel
In der Ortsmitte gibt es einen kleinen Supermarkt mit Metzgerei. Es gibt ferner zwei Kfz-Werkstätten/Autohändler im Ort sowie einen Elektroinstallateurs-Betrieb. Am Ortsrand (Richtung Adenau) sind ein Holzbau-Unternehmen, ein Straßensanierungsbetrieb sowie ein Busunternehmen mit Tankstelle angesiedelt.
Mehrmals pro Woche wird Nohn von Verkaufswagen mit Backwaren und Lebensmitteln angefahren.